# Роман (Эристов)
Митрополит Роман (в миру Рева́з Гео́ргиевич Эри́стов-Ара́гвский; ум. 30 января 1753, Чёрный Яр, Астраханская губерния) — епископ Грузинской православной церкви, митрополит Самтаврийский и Горийский, писатель.

## Биография
Сын арагвского эристава Георгия Иассоновича (или Отаровича; правил в 1679—1723) и его жены княжны Дареджан, дочери князя Тамаза Капланишвили (Орбелиани). Его отец был тайным советником и моуравом (губернатором) города Тифлиса, бывшего в Грузии «первым фамильным человеком». Через свою сестру Анну, жену царевича Бакара (сына царя грузинского Вахтанга VI), будущий митрополит был в свойстве с грузинским царским домом. Портрет его, приложенный к его рукописному сочинению «Цымбан», изображает его человеком высокого роста, с типичным грузинским лицом.
В начале XVIII века он принял монашество. В 1720-х годах он достиг уже сана архимандрита.
В 1720 годы, когда Грузия была «со всех сторон от персиян, турок и др. подвергнута нападениям и разорению», в его родовой замок, Ананур, на его попечение, в предохранение от нового увоза, был перенесён крест святой Нины — национальная святыня Грузии.
Постриженный в монашество в Давидо-Гареджинском монастыре (позже — на территории Тифлисской губернии), Роман жил там 12 лет, выражая желание остаться в нём до конца жизни, но вместо того в 1722 году отправился в Россию «для службы по должности и обещанию» и «для сбора милостыни».
«Ограбленный совершенно горцами» по дороге к Кизляру, архимандрит Роман приехал в Москву 9 июня, и по ходатайству Имеретинской царевны Дарьи Арчиловны ему (со спутниками) было назначено жалованье по 100 рублей в год и отведено помещение в Донском монастыре; но вскоре за неимением свободного помещения он был перемещён в Богоявленский монастырь.
В конце 1722 года прошением на Высочайшее имя архимандрит Роман ходатайствовал о выдаче ему паспорта, денежного вспомоществования и вооружённой охраны для проезда на родину. Эта просьба в феврале 1723 году была удовлетворена, а вместе с тем Высочайшим указом ему было определено жалование по 30 рублей в месяц. Роман остался в России, но выдача ему жалованья производилась очень неаккуратно, и «я пришёл в такую скудость», писал он, «что и которую сделал было себе архимандрицкую шапку и ту на пропитание продал и на хлеб проел».
Вахтанг VI, теснимый турками, занявшими Тифлис и Гори, и персами, разбитый к тому же Кахетинским царём, бежал в Имеретию, и, фактически уже потеряв престол, предложил через Романа Петру Великому занять русскими войсками крепость Арши — ключ Дарьяльского ущелья, взамен чего русские войска должны были помочь Вахтангу опять занять престол.
Однако проект этот не осуществился, и в следующем году Вахтанг, в сопровождении 43 грузинских князей и дворян и многочисленной свиты, уехал из Грузии в Россию. На этом роль архимандрита Романа как политического агента Вахтанга не кончилась: по отъезде Вахтанга в Россию был образован в Грузии заговор с целью вернуть ему престол, и Роман поехал в Грузию в октябре 1725 года. Официальным же предлогом его поездки было желание матери и родственников его увидеться с ним, «а паче для обещания своего, где он пострижен был в монастыре и 12 лет жил, — по-прежнему в том монастыре желал быть до конца жизни своей». Тем не менее, он жил всё время в Тифлисе; здесь построил он каменную церковь и основал монастырь, приписав к нему свои деревни.
В это время Тифлис был осаждён персами, и монастырь занят был под помещение для солдат. Давидо-Гареджинский же монастырь в 1728 году был разрушен от «неприятельских людей лезгинцев», также, как и вотчины Эристовых, и Роман в 1729 году опять уехал в Россию. По приезде в Москву он был включён в число 42 положенных по штату духовных персон, с жалованьем по 75 рублей в год и по три порции хлеба против прочих Грузинских архимандритов.
В мае 1730 года, получив паспорта из Коллегии иностранных дел, Роман вновь поехал в Грузию «для свидания с матерью». Этот год он был настоятелем Ананурского монастыря.
В январе 1731 года по избранию князей и дворян архимандрит Роман был посвящён католикосом Виссарионом в митрополиты на епархию Самтаврийскую и Горийскую, или Карталинскую, занимавшую всё пространство земли между Рехулой и Большой Лиахвой.
Пробыв в Самтавро (близ бывшей столицы Грузии, Мцхеты) один и в Гори — три месяца, Роман в апреле, изгнанный из Гори турками, бежал в Ананурский монастырь, где был до сентября месяца, откуда затем уехал в Москву и прибыл в неё в феврале 1732 года.
Не имея при себе ставленной на митрополию грамоты, давать которую не было обычая в Грузии, Роман долгое время не был признан русским правительством за имеющего сан митрополита, и только благодаря личному ходатайству царя Вахтанга, указом 25 августа, он был назначен в Москву для посвящения диаконов и священников и для отправления богослужения, с жалованьем по 150 рублей в год и по пять порций хлеба и с предоставлением ему половины покоев на подворье Саввина монастыря.
Высочайшим указом 12 сентября 1733 года митрополит Роман был назначен (с архиепископом Самобельским Иосифом) отправлять в течение года «повседневное служение» по царевне Екатерине Иоанновне, герцогине Мекленбург-Шверинской, в Александро-Невском монастыре в Санкт-Петербурге, куда он прибыл 21 октября. Прогонных денег и других сумм за отправление этих служб ему было выдано разновременно около 1000 рублей, кроме положенного жалованья.
15 марта 1734 года состоялось зачисление Романа в штат, содержание же ему было оставлено прежнее. 26 августа от был определён окончательно в Москву в качестве «помощного архиерея» для поставления и посвящения диаконов и священников, а «дабы не воспоследовало от Его Преосвященства производящимся в священство и диаконство ставленником напрасной волокиты», ему было увеличено вознаграждение за посвящение, сравнительно с другими архиереями; при этом ему было предписано, что «грузинских духовных ни посвящать, ни определять он не может, заграницу отпускать также, наград им выдавать также», донося обо всем Святейшему синоду. Тогда же Роману, по его личной просьбе, была выдана «пристройная карета» с четырьмя лошадьми и архиерейское облачение «не из богатого, но из посредственного убору», с предупреждением, что всё это дается ему на первый случай, а впредь ему «… дачи не будет, и в том бы он надеяния не имел».
2 мая 1735 года за теснотою Саввина подворья Роману было предложено жить на подворье Иверского монастыря, а за отказом Романа отведено было ему помещение на подворье Кирилло-Белозерского монастыря (в Кремле).
В марте 1736 года Роман просил о разрешении устроить у себя (в Грузинах, куда он перешёл из Кирилло-Белозерского подворья) за отдалённостью его от местожительства от Москвы полотняную церковь для посвящения ставленников, но вместо того без разрешения Святейшего синода построил деревянную церковь, которую Святейший синод по его просьбе разрешил освятить с напоминанием, что, однако, «он подлежал бы, собственно говоря, немалому штрафу, но что оное для его иностранства ныне по снисхождению Св. Синодом оставляется».
В 1738 году Роман снова уехал в Грузию. В следующем году фамилия Эристовых-Арагвских пала жертвою свирепых нравов грузинских феодалов. Иессей, брат Ксанского эристава Шанша, старого врага Арагвских эриставов, был ограблен Арагвским Эриставом Бардзимом, братом Романа. Тогда Шанша с наёмным войском из лезгин осадил Ананурский замок, после продолжительной осады взял его и разграбил, «порубив их (Эристовых-Арагвских) фамилию до последнего человека без остатку».
Роман бежал сперва в Имеретию, где скитался около восьми месяцев, а затем пробрался в Кизлярскую крепость и, находясь в крайней нужде, просил в 1740 году через свою сестру Анну о разрешении прибыть в Москву и о принятии его в русское подданство. По получении разрешения он приехал в Москву в июне 1741 года. Для его местопребывания Святейший синод назначил сперва Троице-Сергиеву лавру, но после двукратной просьбы митрополита Романа перевёл его в 1743 году в Чудов монастырь на прежний оклад.
11 июля 1744 года митрополит Роман принимал участие в торжественном богослужении в Успенском соборе по случаю заключения мира с немцами.
Перенеся в 1748 году тяжёлую и продолжительную болезнь, Роман просил 26 августа об увольнении его в Грузию, в Давидо-Гареджинский монастырь, чтобы «там посхимиться и положить своё тело». 16 января 1749 года Святейший синод отказал ему в этом на том основании, что он, Роман, обещал быть в России в вечном подданстве.
10 мая 1749 года митрополит Роман вновь просил о выезде; на этот раз просьба его была удовлетворена, и он тотчас же уехал в Грузию.
Возвратился он в Россию в 1752 году. Опасаясь, чтобы крест святой Нины ввиду опасного политического положения Грузии не попал в руки неверных, Роман тайно, без ведома царей, взял его с собой и передал царевичу Бакару. Проезжая тогда же, в мае, через Кизлярскую крепость, Роман подал тамошнему губернатору обширное «письменное объявление об обстоятельствах царя Теймураза и Ираклия» (о походах в Персию грузин и поражениях их).
Скончался Роман 30 января 1753 года в городе Чёрном Яре по дороге в Москву. Погребён был по завещанию в Астрахани, в местной соборной Успенской церкви, епископом Астраханским Иларионом 13 марта.

## Литературная деятельность
Роман был настоящим «книжником», богословски и вообще очень начитанным и образованным. Еще в 1715 году он переписал псалтирь.
В 1745 году написал прекрасное сочинение под названием: «Tintili ğağadebiça» — «Гусли славословные», или «Кимвал взываний», или — просто — «Цымбан» песнопений, состоящее из свидетельств из Ветхого и Нового Завета против распространившихся лжеучений и утверждения в вере «сладким гласом» Александра, сына Арчила (ум. 1762).
В 1738 году, в Москве, переписал он ряд житий Грузинских святых: Евстафия, Трифона, Давида Гареджинского и др. Позже он переписал ещё «Клемакс» святого Иоанна Синаита.
На его средства были переписаны и принесены в дар Гареджинскому монастырю следующие книги: 1) в 1749 году — рукописный сборник, заключающий в себе: а) «Аскетикон» св. Ефрема Сирина, в 2-х книгах; б) «Лавсаикон» Палладия, епископа Каппадокийского; в) «повествование о монашеской жизни» святого Кассиана и г) «повествование о 8-ми нечистых помышлениях», его же; 2) в 1742 году, в Москве. Праздничная Минея на весь год с послесловиями в честь Грузинских святых (рукопись украшена инициалами, разноцветною каймою и иллюстрирована миниатюрными изображениями, исполненными золотом и красками в духе русской живописи).
Без сомнения, он принимал участие и в печатании Грузинской Библии, вышедшей в 1744 года в Москве.